# Jacob Hirdwall
Jacob Hirdwall, född 24 juli 1967 i Högsbo församling i Göteborg, är en svensk regissör, dramaturg, dramatiker och författare.

## Biografi
Jacob Hirdwall är son till skådespelarna Ingvar Hirdwall och Margita Ahlin samt halvbror till Agnes Ambervill Hirdwall och Anton Glanzelius. Jacob Hirdwall har arbetat med produktioner för film, radio, TV och teater. Han är sedan 2001 fast knuten till Dramaten. 1994–2001 var han som dramaturg i turordning knuten till Göteborgs Stadsteater, Folkteatern i Göteborg, Stockholms Stadsteater och Teaterhögskolan i Stockholm.
Hirdwall var med och nystartade Dramatens scen Elverket 2003 på uppdrag av Ingrid Dahlberg och tillsammans med Stefan Larsson samt ansvarade där för Elverkets dramatikergrupp 2003–06. Samma år utsågs han till Stiftelsen Skapande Människas stipendiat. Han har även mottagit Stockholms Stads kulturstipendium. Han var styrelseordförande för Shakespeare på Gräsgården 2007–08. Hirdwall undervisade även vid STDH i dramaturgi fram till 2020.
Pjäser av Hirdwall har spelats på ett flertal ställen i Sverige men även utomlands, till exempel i Oslo, Århus, Peking, Shanghai, New York och i Reykjavik. Hirdwalls pjäser har vid ett par tillfällen också spelats i Regeringshuset, andra kammarsalen. Hans pjäs Kejsar Fukushima, valdes av Svensk Teaterunion till en av de främsta svenska pjäserna 2011.
Han grundade och drev 2007–2012 den politiskt oberoende tankesmedjan Det Osynliga tillsammans med Stina Oscarson. Han är ett återkommande namn inom svensk kulturdebatt. Han var 2011-12 verksam som konsulent vid Dramatikkens Hus i Oslo. Han startade 2012 frigruppen Ensembleverket där talteater, dans och musik förenas. Sedan grundandet av Ensembleverket har han varit gruppens konstnärlige ledare.
Som teaterregissör har Hirdwall bland annat arbetat på Dramaten, Sveriges Radio, Teater Brunnsgatan Fyra, Parkteatern, Kulturhuset Stadsteatern och på Riksteatern. Jacob Hirdwall har varit ledare för flera forum för utveckling av drama: Växthuset vid Folkteatern i Göteborg, Dramatikergruppen på Elverket/Dramaten och 2017-2020 var han verksamhetsledare för Bergman studio, Dramatens tankesmedja för ny dramatik i samarbete med Lena Endre.
2019 debuterade Hirdwall som romanförfattare och 2022 som kompositör och släppte ett album med det nybildade bandet The Night Agent tillsammans med sångaren Christopher Wollter och gitarristen Janne Schaffer.

## Verk

### Pjäser
- Sängkamraten, Aarhus Teater 2002
- Självporträtt av okända män, Radioteatern i Stockholm 2003
- Paralysie Générale!, Dramaten / Elverket 2005
- Det oupptäckta landet, Nationalteatern i Reykjavik 2007 samt framförd i New York nov 2011 (SATC)
- Det Osynliga, Teater Tribunalen 2007 m fl
- Sparven från Minsk, 2007
- Undergången, Playhouse Teater 2009
- Det Omätbara, Parkteatern 2010
- We Are Sorry, Radioteatern 2011
- Kejsar Fukushima, Dramaten/Radioteatern 2011samt framförd i New York mars 2012 (SATC)
- Sirimons gåva, på uppdrag av Drömmarnas Hus i Rosengård 2012
- Ett annat land, Dramaten 2012
- Rekviem för en demonstrant, Dramaten 2012
- Landskap med vinterfåglar, Ensembleverket/Kulturhuset Stadsteatern 2015
- Nattvandringar i den undre världen, Ensembleverket/Kulturhuset Stadsteatern 2017
- Människor som försvinner, Ensembleverket/Kulturhuset Stadsteatern 2018
- Excepts from We Hear You, Stockholm+50, 2022
- Conversation With Strangers, IYTT/Athens Democracy Forum, 2022
- Excepts from We Hear You, COP27, Sharm El Sheik, Egypten 2022

### Regi
- Mathissen (The Dumb Waiter) av Harold Pinter, Göteborgs Stadsteater 1996
- Paralysie Générale!, Intima Teatern / Dramaten 2007
- Det sitter någon på vingen, Teater Brunnsgatan Fyra 2010 / Parkteatern 2011
- Kejsar Fukushima, Dramaten/Radioteatern 2011
- Yarden, Radioteatern 2012
- Vad är politik, Dramaten 2012
- Ett annat land, Dramaten 2012
- Rekviem för en demonstrant, Dramaten 2012
- Det oupptäckta landet, Ensembleverket 2013
- Om jag så måste resa till Los Alamos, Radioteatern 2014
- Landskap med vinterfåglar, Ensembleverket/Kulturhuset Stadsteatern 2015
- Nattvandringar i den undre världen, Ensembleverket/Kulturhuset Stadsteatern 2017
- Människor som försvinner, Ensembleverket/Kulturhuset Stadsteatern 2018
- We Hear You, Greta Thunbergs tal, Dramaten 2020

### Översättningar
- Pitchfork Disney av Philip Ridley, Stockholms Stadsteater / Backstage 1998
- Knivar i hönor av David Harrower, Stockholms Stadsteater 2001
- Ohörda rop av Hilary Bell, Helsingborgs Stadsteater 2001
- Sorg skall Elektra bära av Eugene O'Neill, Helsingborgs Stadsteater 2002
- Katt på hett plåttak av Tennessee Williams, Stockholms Stadsteater 2003
- Befriad av Sarah Kane, Dramaten / Elverket 2003
- Saknad av Zinnie Harris, Riksteatern 2005
- En handelsresandes död av Arthur Miller, Riksteatern 2005/Dramaten 2010-11/Göteborgs Stadsteater 2014/Kulturhuset Stadsteatern 2015

### Dramaturgi i urval 1996-2022
- Romeo och Julia i Sarajevo av / regi Jasenko Selimovic, Göteborgs Stadsteater
- Morgon och afton av Astrid Saalbach, regi Carolina Frände, Stockholms Stadsteater / backstage
- Befriad av Sarah Kane, regi Oskaras Korsunovas, Dramaten / Elverket
- Katt på hett plåttak av Tennessee Williams, regi Björn Melander, FolkTeatern i Göteborg / Stockholms Stadsteater
- Psykos 4.48 av Sarah Kane, regi Eva Dahlman, Dramaten
- Arbetarklassens sista hjältar av Peter Birro, regi Stig Larsson, Dramaten / Elverket
- Drottning K av Laura Ruohonen, regi Åsa Kalmér, Dramaten / Elverket
- Midvinter av Zinnie Harris, regi Stefan Larsson, Dramaten / Elverket
- Macbeth och Hamlet av William Shakespeare, regi Staffan Waldemar Holm, Dramaten
- Törst av Sarah Kane, regi Nadja Weiss, Dramaten
- Höstsonaten av Ingmar Bergman, regi Stefan Larsson, Dramaten
- Hantverkarna av Line Knutzon, regi Gösta Ekman, Dramaten
- Natten är dagens mor av Lars Norén, regi Björn Melander, Dramaten
- Den goda människan i Sezuan av Bertolt Brecht, regi Eva Dahlman, Dramaten
- Gertrud av Hjalmar Söderberg, regi John Caird, Dramaten
- Nationalismens apostlar - röster från Danmark, Norge och Sverige, regi Annika Silkeberg, Dramaten
- Mannen utan minne, regi Nadja Weiss, Dramaten
- The Nether, regi Lena Endre, Dramaten
- Anna Karenina, regi Tobias Therorell, Dramaten
- Nordic Stage 1 & 2, tio Stage Redings i New York och Washington med Bergman studio i samarbete med SATC
- Switch off the lights, ett verk av 12 dramatiker genom ett samarbete mellan Bergman studio och Teatro Stabile i Turin
- Måsen av Tjechov, regi Lyndsey Turner, Dramaten 2021
- Bergets topp av Katori Hall, regi Josette Bushell-Mingo, Dramaten 2021
- Den yttersta minuten av/regi Mattias Andersson, Dramaten 2021
- Nordic crime av/regi Mattias Andersson, Dramaten 2022
- Brott och straff, regi Oliver Frilic, Dramaten 2022

## Filmografi
- 1984 – Sista leken
- 1994 – År av drömmar